# Satellite Award de la meilleure distribution
Le Satellite Award de la meilleure distribution (Satellite Award for Best Ensemble) est une distinction cinématographique et télévisuelle américaine décernée chaque année depuis 1997 par l'International Press Academy.
Faisant partie des prix spéciaux hors compétition, cette catégorie récompense la meilleure distribution - c'est-à-dire l'ensemble des acteurs principaux - pour un film (depuis 1997) ou pour une série télévisée (depuis 2001).

## Palmarès

### Cinéma

#### Années 1990
- 1998 : Boogie Nights
- 1999 : La Ligne rouge (The Thin Red Line)

#### Années 2000
- 2000 : Magnolia
- 2001 : Traffic
- 2002 : Gosford Park
- 2003 : Le Seigneur des anneaux : Les Deux Tours (The Lord of the Rings: The Two Towers)
- 2004 : Non décerné
- 2005 (janvier) : Sideways
- 2005 (décembre) : Collision (Crash)
- 2006 : Les Infiltrés (The Departed)
- 2007 : 7 h 58 ce samedi-là (Before the Devil Knows You're Dead)
- 2008 : Non décerné
- 2009 : Nine

#### Années 2010
- 2010 : Non décerné
- 2011 : La Couleur des sentiments (The Help)
- 2012 : Les Misérables
- 2014 : Nebraska
- 2015 : Into the Woods
- 2016 : Spotlight
- 2017 : Les Figures de l'ombre (Hidden Figures)
- 2018 : Mudbound
- 2019 : La Favorite (The Favourite)

#### Années 2020
- 2020 : À couteaux tirés (Knives Out)
- 2021 : Les Sept de Chicago (The Trial of the Chicago 7)

### Télévision

#### Années 2000
- 2002 : À la Maison-Blanche (The West Wing)
- 2003 : Buffy contre les vampires (Buffy the Vampire Slayer)
- 2004 : Non décerné
- 2005 (janvier) : Non décerné
- 2005 (décembre) : Rescue Me : Les Héros du 11 septembre (Rescue Me)
- 2006 : Grey's Anatomy
- 2007 : Mad Men
- 2008 : Brotherhood
- 2009 : True Blood

#### Années 2010
- 2010 : Non décerné
- 2011 : Non décerné
- 2012 : The Walking Dead
- 2014 : Orange Is the New Black
- 2015 : The Knick
- 2016 : American Crime
- 2017 : Outlander
- 2018 : Poldark
- 2019 : American Crime Story: The Assassination of Gianni Versace

#### Années 2020
- 2020 : Succession
- 2021 : The Good Lord Bird
- 2022 : Oslo (HBO)